# ريتشارد لويس (سياسي كندي)
ريتشارد لويس هو سياسي كندي، ولد في 1824 في لندن في المملكة المتحدة، وتوفي في 1875.